# Краљевска палата у Стокхолму
Стокхолмска палата или Краљевска палата (шведски Stockholms slott или Kungliga slottet) је званична резиденција и главна краљевска палата шведског монарха (стварна резиденција краља Карла XVI Густафа и краљице Силвије налази се у палати Дротнингхолм). Стокхолмска палата је на острву Стадсхолмен, у Гамла Стану, у главном граду Стокхолму. Налази се поред зграде Парламента. Овде су канцеларије краља, осталих чланова шведске краљевске породице и Краљевског двора Шведске. Краљ користи палату у репрезентативне сврхе док обавља дужности шефа државе.
Ова краљевска резиденција налази се на истој локацији поред реке Норстрем у северном делу Гамла Стана у Стокхолму од средине 13. века када је изграђен дворац Три круне. Палату је пројектовао Никодемус Тесин Млађи, а подигнута је на истом месту као и средњовековни дворац Три круне који је уништен у пожару 7. маја 1697. Због Великог северног рата који је започео 1700. године, градња палате заустављена је 1709. године, и није започета све до 1727. године - шест година након завршетка рата. Када је Тесин Млађи умро 1728. године, палату је довршио Карл Хорлеман који је такође дизајнирао велики део њене унутрашњости у рококо стилу. Палата није била спремна за употребу све до 1754. године, када су се уселили краљ Адолф Фредерик и краљица Лујза Улрика, али неки унутрашњи радови наставили су се све до 1770-их. Од завршетка зграде у палати нису вршене већи преправке, само су извршена нека прилагођавања, нови ентеријери, модернизација и преуређење за различите регенте и њихове породице, бојење фасада и додавање музеја. 
Од 2009. године унутрашњост палате састоји се од 1.430 соба, од којих 660 има прозоре. Палата садржи апартмане за краљевске породице, репрезентације и свечаности као што су Државни апартмани, Апартмани за госте и апартмани Бернадот. Додатни простори су Државна сала, Краљевска капела, Ризница са шведским регалијама, Оружарница и Музеј Три круне у подрумима из некадашњег замка. Шведска библиотека била је смештена у североисточном крилу Biblioteksflygeln (библиотечко крило) до 1878. Од 2014. у њој се налази библиотека Бернадот. Архива замка је смештена у крилу архиве. У палати су канцеларије Краљевског двора Шведске, место рада за приближно 200 запослених. Краљевска гарда чува палату и краљевску породицу од 1523. године. Свеобухватна обнова фасаде започела је 2011. године, како би се поправили оштећени делови од пешчара. Процењује се да ће поправке коштати приближно 500 милиона круна (око 77 милиона америчких долара) током периода од 22 године.
Краљевска палата је у власништву шведске државе преко Националног одбора за имовину Шведске који је одговоран за управљање и одржавање палате, док Ståthållarämbetet (Канцеларија гувернера Краљевских палата) управља краљевским правом располагања палатом.

## Историја
Прва зграда на овом месту била је тврђава са кулом од језгра коју је у 13. веку саградио Биргер Јарл за одбрану језера Меларен. Тврђава је нарасла до замка, на крају названог Три круне, јер је врх торња био украшен са три круне.

### Рани предлози
Почетком 17. века краљ Густаф II Адолф је планирао нову краљевску палату. Планови су пропали, али је 1651. године његова ћерка краљица Кристина именовала Жана де ла Валеа за архитекту краљевских замкова, а међу његовим овлашћењима било је и давање предлога за побољшање и ажурирање замка Три круне. Бакрорези из 1654. године показују де ла Валеову замисао о видљивијем замку на уздигнутом платоу са мостом преко Норстрема. Краљица Кристина је преуредила и у великој мери украсила постојећи замак, али током њене владавине није саграђен нови замак.
Од 1650. до 1660. године, Жан де ла Вале је давао предлоге за велика преуређења замка, али тек 1661. године, када је Никодемус Тесин Старији постао градски архитекта и архитекта краљевских двораца, направљени су значајнији планови за нови дворац. 1661. представио је први нацрт за конверзију северног низа који ће његов син Никодимус Тесин Млађи касније прерадити и реализовати од 1692. до 1696.
Мапа Стадсхолмена из 1650-их илуструје предлог де ла Валеа за пренамену старог замка. Пројекат је такође донео прилагођавање, чинећи замак делимично окружен зградама. Интересантни су додаци Тесина Млађег оловком на тој мапи, вероватно направљени крајем 17. века. Постоји рана скица западног крила северне фасаде и два закривљена крила која затварају спољно двориште (оба изведена). 

### Северни ред 1692–1696
Северни ред садашње палате изграђен је 1692. године, за само пет месеци, као део старог замка Три круне. Нови ред имао је исти строги барокни стил, за разлику од остатка ренесансног замка.
У раној фази преобраћења 1690-их, одређени број старијих шведских уметника, попут Давида Клекера Еренстрала и Јохана Силвијуса, још увек су били живи и својим уметничким радом допринели су довршењу северног реда, посебно Краљевске капеле. Еренстрал је направио велике религиозне слике, а Силвијус је сликао плафон.
Узор строгог римског барокног стила, укључујући релативно строгу правилност и симетрију, била је Палата Фарнесе у Риму, где је архитекта задужен за преображај, Никодемус Тесин Млађи, отишао да проучава зграде 1688. године.
Зидови који окружују складишта, стаје и радионице замка Три круне сада су иза лавље косине и у подруму северног реда. Дакле, лавља косина скрива стари зид без прозора иза себе. Старији зидови се такође могу наћи више у великим деловима фасадних зидова северног реда. Зидови бивших североисточних и северозападних квадратних угаоних кула су, на пример, дебљи у овом делу приземља палате, пошто је Тесин поново користио преостале зидове и уклопио их у нову палату. Отприлике половина старих зидова коришћена је на тај начин, јер је увек штедљиви Карл XI само невољно пристао на пренамену која је започета 1690. Штедња и рециклажа били су водећи принципи у изградњи северног реда. Стога је градња настављена прилично брзо и након пет месеци нови ред је довршен и покривен. Нови зидови постали су виши од старих, осим кула које су биле потпуно окружене новим зидовима. Галерија Карла XI је још једна карактеристика која је преостала од пре пожара, а све према Тесиновом плану.
Нова краљевска капела у северном реду отворена је на Божић 1696. године, а тамо је била планирана и нова државна сала. Капела је требало да замени стару капелу коју је Јуан III подигао на истом месту у замку Три круне.
Изградити нову капелу у истим пропорцијама као и стара и уклопити је у зидове старе капеле, са задржаним високим плафоном унутар зидова некадашње североисточне куле (данас североисточни угао палате), показало се тешким за Тесина ако је морао да се придржава строгог барокног стила где би сви прозори требали бити исте величине и постављени у тачне редове упркос томе које су собе биле иза њих. Да би то постигао, Тесин је додао међуспрат са мањим квадратним прозорима одмах изнад доњег реда прозора. Ови мањи прозори сада окружују целу зграду, остатак прве капеле замка. После пожара, када је Тесин могао да изврши значајније измене, Краљевска капела и Државна сала су уместо тога постављени у јужни ред, а намештај и инвентар, попут клупа, сребра за домаћинство и украса донекле је сачуван у данашњој Краљевској капели.
Према плану од пре пожара, палата је требало да буде квадратног облика без икаквих крила у строгом римском барокном стилу. Ова сугестија није сачувана, историчар Бу фон Малмборг сугерише да је то вероватно зато што се Тесин није усудио да представи своје свеобухватне планове економичном Карлу XI.
Нова зграда приказана је на пет гравура у гравурама Suecia Antiqua et Hodierna штампаним 1695. до 1702. године. Лавља косина, која је требало да води ка северној капији са истока као и са запада, није завршена пре пожара и само се помиње на цртежима.

### Пожар у палати 1697. године
7. маја 1697. године догодио се велики пожар у замку, због чега је изграђена зграда садашње Стокхолмске палате. Ватра је уништила већину ранијих тврђава, дворац Три круне, осим чврстих, недавно изграђених зидова северног реда, од којих већина још увек стоји. За разлику од остатка замка, зидови северног реда могли су да се поправе.

### Прва фаза изградње нове палате 1697–1709
После пожара, Регентско веће краља Карла XII под управом краљице удовице Хедвиг Елеоноре из Холштајн-Готорпа у дворцу Карлберг одлучило је да нови замак треба да се изгради на зидовима спаљеног замка. Никодемус Тесин Млађи био је архитекта именован да нацрта и изгради нову Стокхолмску палату. 1697. године, Абрахам Сванскелд, Тесинов полубрат, постављен је за заменика и дворског архитекту. Заједно са Тесином био је активан у изградњи палате а помагало им је неколико немачких калфи. Значајни вајари и занатлије током првих година градње били су, између осталих, Рене Шево, Бернард Фуке и његов син Жак Фуке.
Тесин је представио прве готове планове за нову палату у години пожара. Прво су остаци старог замка сравњени са земљом, практично све је срушено, осим делова северног реда са његовим строгим бароком, који су још увек стајали. Рушење је извело око 300 људи од средине маја 1697. до средине пролећа 1700. године, када су остаци старе донжон куле Три круне поново искоришћени као пуњење за лављу косину. Због тога је већина материјала за нову палату била нова.
Када је Тесин добио одобрење за дизајн нове палате, напустио је делове свог ранијег плана о изградњи четвртасте палате и додао доња крила уз бок палате на истоку и западу.
Ово је направљено да би палати дало монументалнији изглед и ово би могло да се изведе, јер је сада било отвореније земљиште за проширење палате, попут западног подручја где су претходно били шанац и топовски насипи краља Густава Васе. Југозападно крило морало се скратити пошто је на путу била Велика црква. Ова асиметрија, створена различитим дужинама крила, надокнађена је додавањем два одвојена, полукружна крила за краљевску стражу и заповеднике, западно од главне зграде. Ова крила окружују двориште. Тесинови планови и провизије уметницима још увек карактеришу фасаде, зидове и камене пиластере, као и зидове, подове, стубове и пиластере унутар палате, као што су Државна кућа, Краљевска капела и степеништа.
Изградња палате одвијала се великим интензитетом током владавине Карла XII, али је током Великог северног рата застала. Карло XII је изгубио у бици код Полтаве 1709. године и те године је изградња палате потпуно заустављена. У то време двориште је било нивелисано и дворишни зидови су подигнути до висине једног спрата у јужном и источном делу и пола пода у западном делу. Палата је остала у том полу-производу до 1727. године, када је Риксдаг одобрио средства за наставак радова. Било је то годину дана пре него што је Тесин умро.
Нека улепшавања у Тесиновим плановима никада нису направљена. На пример, он је у то време желео да постави коњичку статуу краља Карла XI у унутрашње двориште, али краљу Карлу XII то се није свидело и одбацио је идеју. Ни Тесинов предлог да се кровна ограда украси скулптурама. 

#### Колонија француских уметника
Највећа група уметника долазила је из Француске. Између 1693. и 1699. године шеснаест француских зидара, сликара и ливаца стигло је у Стокхолм. На Тесинову иницијативу, занатлије су преко шведског дипломатског изасланика у Паризу Даниела Кронстрема добиле позив да дођу и раде за шведског краља. Неки уметници су са собом довели своје породице и основали су француску уметничку колонију. Чланови породице често су учествовали у грађевинским радовима. Читава група се назива de fransöske hantwerkarne (француске занатлије). Већина њих стекла је образовање у Краљевској академији сликарства и вајарства у Паризу и радили су у изградњи палате краља Луја XIV у Версају. Већина занатлија били су католици, а живели су и радили у веома чврстој заједници у близини француске амбасаде у Стокхолму. Могли су да исповедају своју католичку веру у колонији, али то је у то време било строго забрањено у остатку Шведске. Када се градња палате зауставила 1709. године, колонија је распуштена. Неке занатлије и његове породице вратили су се у Француску, али већина њих је остала у Шведској све док нису умрли током прве половине 18. века.

### Друга фаза изградње нове палате 1727–1771
Никодемус Тесин млађи умро је 1728. године, пре него што је палата била завршена. Одговорност за изградњу преузео је Карл Хорлеман, иако је Тесинов положај надзорника формално пренесен на његовог сина Карла Густафа Тесина.
Хорлеман је обликовао велике делове унутрашњости палате у новијем стилу, више по укусу тог времена, рококоу. На Хорлеманову иницијативу боја фасаде је промењена из раније цигласто црвене у светло жуту. Када је градња поново покренута 1727. године, изнова је постојала потреба за квалификованим радницима. Друга група француских уметника и занатлија стигла је у Стокхолм у лето 1732. године, као резултат Хорлеманових преговора у Паризу претходне зиме. Групу је чинило шест особа: два мајстора и четири калфе. Ђовани Батиста Тијеполо одбио је Тесинову понуду за посао.
Карл Хорлеман је умро 1753. године, а његов рад наставили су Карл Јуан Крунстед и Карл Густаф Тесин који су заједно завршили палату. Те године су завршени и неки делови палате у којима би живела краљевска породица, северни ред и садашњи Државни апартмани. Стокхолмска палата била је спремна за употребу 1754. Краљевска породица која је живела у палати Врангел на Ридархолмену од пожара у старом замку, преселила се у своју нову резиденцију Првог адвента исте године. Уместо да живи у Државном апартману, краљевска породица одлучила је да остане у делу који је данас познат као апартмани Бернадот. Радови на унутрашњости настављени су и након што се Краљевска породица уселила. Приоритет је дат унутрашњости.
Лављу косину и Канцеларијско крило завршио је архитекта Карл Фредрик Аделкранц, који је такође био задужен за радове на унутрашњости након Хорлеманове смрти. 1771. се сматра годином када је палата званично проглашена завршеном. Зид источног кеја завршен је те године, али током низа година још увек су недостајале многе статуе и скулптуре у нишама фасаде, попут осам статуа на јужној фасади које приказују запажене шведске људе и Групу за киднаповање девојака на истој фасади.

### Развој након 1770-их
Након завршетка нове палате, у комплексу нису извршене веће промене, осим низа адаптација, нових ентеријера, модернизација и преуређења за различите регенте и њихове породице. Палати су додати и музеји.
Већа промена на фасади извршена је током владавине краља Карла XIV Јуана, што је резултирало премазивањем Харлеманове светло жуте боје фасаде и почетком 20. века током владавине краља Оскара II, када је донета одлука да се врати Тесиновој оригиналној боји цигле. Од 2014, то је боја фасаде.
Краљ Оскар II извршио је низ доградњи, побољшања и модернизација палате. Већина празних фасадних ниша биле су током његове владавине испуњене скулптурама. Ажурирао је техничке инсталације палате, попут инсталирања водоводног система 1873, инсталације електричне енергије 1883, телефона 1884. и централног грејања на воду око 1900. Од 2014. палата је прикључена на даљинско грејање. Интерес краља проширио се и на декорацију степеништа, а Јулиусу Кронбергу је наложио да ослика плафоне на западном степеништу. Аутор Георг Свенсон написао је о краљу Оскару II да је „његов циљ био да доврши изградњу палате како је предвиђено у Тесиновим плановима на начин достојан овог споменика“.
Током 1922. до 1930. године врт је претворен из некадашњег енглеског парка на отвореније подручје са језерцима са обе стране шеталишта које је водило од Источног лука до Скепсброна.
1956. до 1958. обновљен је Музеј старина Густафа III. Ризница је отворена 1970. године, а Музеј Три круне 1999.  2018. године је на кров палате постављено 600 соларних панела и очекује се да ће произвести годишњу производњу од 170 МWh или најмање дванаест процената годишње потрошње електричне енергије палате.

## Спољашњост

### Изглед
Палата је направљена од опеке и пешчара. Кровови су прекривени бакром и коси ка унутрашњем дворишту. На главној згради су окружени балустрадом од камена. Зграда се састоји од четири реда, обично названа по четири главна правца.
Фасаде палате су добиле свака свој дизајн, а нису исте као оригинални северни ред. Тријумфални лук у сјајном барокном стилу уоквирива улаз и степениште на средини јужне фасаде, а нише за статуе постављене су на свакој другој прозорској платформи. Средње делове источне и западне фасаде красе барокни пиластери, бисте и статуе. Палата има укупно 28 статуа, 717 балустера (стубова), 242 волуте, 972 прозора, 31.600 прозорских стакала и приближно 7.500 прозора, врата и капија. Фасада је покривена са око 9 500 m² димензионисаног камена и 11 000 m² гипса. Главна зграда, без крила, је димензија 115 x 120 м и затвара унутрашње двориште.
На угловима главне зграде су четири крила окренута ка истоку и западу. Између два источна крила налази се врт, а између два западна крила је споњашње двориште. Сва крила су широка 16 м и дуга 48 м осим југозападног крила које је дуго 11 м због положаја цркве. Асиметрију прикривају два одвојена полукружна крила Högvaktsflygeln (крило краљевске гарде) и Kommendantsflygeln (крило заповедника).

Годишње палату посети око 800.000 људи.
- Западна фасада
- Северна фасада
- Источна фасада
- Јужна фасада

### Дворишта
Палата има два дворишта. Изван западног реда налази се Спољно двориште које је главно подручје за промену страже. У спољашњем дворишту стоји статуа Кристине Јиленхерне (Christina Gyllenstierna), подигнута на иницијативу Друштва за сталну одбрану Стокхолма 1912. године. Спољно двориште затворено је са два закривљена крила. Северно користи Краљевска гарда, а јужно углавном Краљевска сувенирница.
Унутрашње двориште је окружено са четири реда палате, са четири портала у средини четири реда; јужни, западни, северни и источни портал (или лукови). Унутрашње двориште је дугачко 89 м у правцу исток-запад и широко 77 м у правцу север – југ. Тесин је планирао да на средину дворишта постави коњичку статуу на којој је приказан Карл XI, али овај план никада није остварен.
Дизајн великог Унутрашњег дворишта инспирисан је двориштем у Лувру према општим идејама барока.

### Западни ред
Западни ред или западна фасада представљају „Мушке особине“ и краља. Из западног реда пројектује се Канцеларијско крило према северозападу. На фасади је девет медаљона на којима је приказано девет шведских регената и десет каријатида. Централни прозор изнад портала је место где се краљ и краљевска породица обично појављују на рођендан краља.

#### Скулптуре
У предњем делу западне фасаде, између прозора, налази се десет женских ликова који се зову каријатиде. Каријатиде палате су пиластери инспирисани рококоом, у облику жене, које је направио француски уметник Шарл Гијом Кузан од готландског пешчара 1744. године. Свака фигура је приближно висока 4,5 м. Неке од њих имају оштећења због временских услова, а пошто постоји опасност да од њих падну ситни комади, преко њих је постављена мрежа.

Краљевске медаљоне изнад прозора направио је Кузан. Медаљони приказују Густава I, Ерика XIV, Јуана III, Сигисмунда III, Карла IX, Густава Адолфа, краљицу Кристину, Карла X Густава, Карла XI. Медаљони су око 1,5 м у пречнику и направљени су од олова, 1745.
- Четири од десет каријатида
- Три од девет краљевских медаљона

### Северни ред
Северни ред, или северна фасада, представља „Моћ“. Ова фасада је строга, а њено место и перспектива окренута ка северу треба да одражава и зрачи краљевском моћи.

#### Скулптуре
Уметнички украс на северном реду је врло оскудан и састоји се само од групе фигура изнад балкона галерије Бернадот. Група приказује шведски грб Три круне који подржавају две богиње. Изливен је у бронзи и на фасаду је додат тек 1814.
Изван северне фасаде налази се Лавља косина са два лава. Моделе за лавове, инспирисане лавовима Медичи у вили Медичи у Риму, одобрио је краљ Карло XII 1700. године, након чега су лавови изливени у бронзи 1702. и 1704. Затим су постављени као симбол краљевске моћи. Бронза за лавове узета је као плен из замка Кронборг у Хелсингеру, током кампање краља Карла X Густафа у Данској. Постоља су израђена од гранита и имају димензије 1,9 x 2,7 x 1,2 м.

### Јужни ред
Јужни ред, или јужна фасада, представља „Нацију“. Средиште фасаде изведено је у облику тријумфалног лука са порталом (познат и као Јужни лук), уз три стуба изведена у коринтском реду.
Дуж фасаде налази се низ ниша са скулптурама које приказују значајне шведске људе. Цела фасада треба да одражава величину Шведске, њеног друштва и истакнутих личности у земљи. Унутар портала налази се Јужни лук са степеницама које воде до Краљевске капеле на истоку и Државне дворане на западу. Ово симболизује скуп световних и божанских моћи на једном месту.
На славолуку је камена плоча са натписом на латинском. Уз плочу су смештене две скулптуре које приказују ратне трофеје. Креирао их је 1735. Антоан Белет, а излио Герхард Мејер млађи. Натпис на плочи у част краља Карла XII каже:

#### Скулптуре
Јужна фасада је најкићенија, са статуама, скулптурама и рељефима. У осам, у почетку празних ниша, су статуе значајних шведских људи. Оне су додате 1890-их на иницијативу краља Оскара II. 
Група за отмице девојака, која се састоји од четири скулптуре (две на десној и две на левој страни Јужног лука), илуструје отмице жена, а направио их је Бернард Фуке почетком 18. века, али скулптуре су постављене тек 1897. Од запада ка истоку скулптуре приказују: Париса и Хелену, Бореаса и Оритију, Плутона и Просерпину, Ромула и Херсилију. Израђене су од бронзе и високе 2,5 м. Групе су направљене на иницијативу краља Оскара II да попуне претходно празне нише у тријумфалном луку.

#### Рељефи
Изнад прозора приземља налази се 16 рељефа које је 1699. до 1700. године урадио француски уметник Рене Шево. Направљени су од бронзе, а првобитно су требали бити постављени на степеништима палате. 1890-их рељефи су монтирани на јужну фасаду, где су заменили низ прозора исте величине. Одговарајући прозори и даље постоје на северној фасади.
На рељефима су мотиви из Овидијевих Метаморфоза. Међу мотивима су: „Мит о потопу са Деукалионом“, „Пира и Хелен“, „Персеј и Медуза “ и „Аполон који убија змаја Питона“.

### Источни ред
Источни ред, или источна фасада, представља „Женске особине“ и краљицу. Испод ове фасаде налази се дворски парк Логорден. На балустради која затвара Логорден ка Скепсброну налазе се четири скулптуре које представљају музику, религију, поезију и милосрђе. То се може схватити као стара перцепција женских вредности и интересовања.

#### Скулптуре
Са источне фасаде, два крила су према истоку. На кратким странама су два водопада и скулптуре глава уметника који су креирали унутрашњост палате. Ове скулптуре направио је Јохан Аксел Ветерлунд 1902, а направљене су од бронзе. Између скулптура налазе се две плоче у част краља Оскара II на јужној и Карла XII на северној страни.

### Боја фасаде
Боја фасаде је неколико пута мењана од завршетка новог северног низа 1695. године. Прва Тесинова боја била је цигластоцрвени малтер са бело обојеним детаљима пешчара. Карл Хорлеман преузео је функцију шефа градилишта када је Тесин умро 1728. Током градње гипс је остао необојен, док су камени детаљи обојени белом оловном бојом.
Пре него што се Краљевска породица уселила у палату 1754. године, цела фасада била је обојена жутом окер бојом како би имитирала француски пешчар. Жути тон је у то време био најистакнутија боја рококоа и врхунац моде. Монохромна жута боја без контрастне беле боје на каменим детаљима била је начин да се постигне архитектонски рељефни ефекат. 
Током владавине краља Карла XIV 1820-их година, боја је поново промењена, али не у потпуности. Камени детаљи северног и источног реда били су обојени ружичастом бојом која није била широко цењена. Када је требало бојити западни и јужни ред, камени детаљи су рађени у сивој боји која је била боља у контрасту са још увек жутим малтером. Ова боја трајала је до 1890-их, када је Тесинова црвена боја поново употребљена на гипсу на иницијативу краља Оскара II. Са детаља и скулптура од пешчара уклоњена је сва боја. 2014, ова боја остаје, али црвено-смеђа боја је с годинама постала све више смеђа. Уклањање заштитне боје допринело је временским утицајима.

### Осветљење
Данашње осветљење фасаде палате отворио је 29. марта 2006. године краљ Карл XVI Густаф. Некадашње осветљење било је из 1960-их, а његова снага је с годинама била смањена, што је палату чинило све тамнијом.

### Реновирања
Обнова 922 прозора у палати започета је почетком 1990-их. Старост прозора варира од средине 18. века до 1970-их. Разлог за обнову био је тај што прозори већ годинама нису били правилно одржавани. Прозори на јужној страни били су најизложенији, а сунце је испекло површину узрокујући оштећења. Посао је рађен у радионици у Унутрашњем дворишту и трајао је око десет година. Сваки прозор је направљен по мери за отвор где је првобитно постављен, чинећи величину и облик сваког прозора јединственим.
2014. палата пролази кроз свеобухватну обнову. Готово половина површине фасаде направљена је од пешчара са Готланда, као и скулптуре и украси. Највише су оштећени сунцем обасјани делови фасаде окренуте ка југу и западу. Као привремено решење, Одбор за имовину је неке делове фасаде прекрио црном мрежом да задржава падајуће камење.

Највећа обнова фасаде у историји палате започела је у мају 2011. године. Почевши од источног крила северног реда, све фасаде ће бити обновљене током наредне 22 године, свака фаза радова ће трајати једну годину, по цени од 500 милиона круна. Да би то постигао, шведски Одбор за националну баштину планира да отвори каменолом пешчара на Готланду и покрене школу зидарства.
- Шведски национални одбор за имовину објављује информације, 2011
- Реновирање северног реда, јун 2011
- Северни ред, стан у приземљу након реновирања, јун 2011
- Јужна фасада, источно крило, јун 2011

## Ентеријер

### Преглед
2014. године, палата има 1 430 соба, од којих 660 имају прозоре.
Спратови (број соба не укључује мање просторије, плакаре, степеништа, сводове итд.) ): 
- Подрум. У подруму се налазе 104 собе, од којих је већина коришћена као складишта и затвори. Ту су видљиви остаци старог замка Три круне. Неки делови подрума подељени су у два подрумска спрата због великих разлика у главном простору у различитим одељцима. Краљевски вински подрум могао би се наћи испод западног реда крајем 1800-их и 1900-их, и највероватније је још увек тамо. [54]
- Приземље је највећи спрат палате. Просторије је углавном користило особље двора, а ту су и четири портала који чине улазе у палату, као и Државна сала и Краљевска капела.
- Полуспрат, или мезанин, има 115 соба. Већина просторија задржала је величину од изградње палате, али њихова употреба се мењала. Назив је изведен из чињенице да је спрат упола нижи од осталих спратова. Просторије је углавном користило особље двора, али тамо су били и неки апартмани за принчеве и принцезе. У полуспрату се такође налази Мали апартман за госте, који се састоји од неколико соба у северном делу западног реда.
- Први спрат има 67 соба. Просторије су углавном задржале своју величину од изградње палате, али њихова употреба је различита. Апартмани Бернадот и сала са стубовима налазе се у северном реду, а у источном се налазе приватне просторије. Овде је живео краљ Карл XVI Густаф и његова породица док се нису преселили у палату Дротнингхолм 1981. године.
- Други спрат има 57 соба. Већина просторија задржала је величину од изградње палате, али њихова употреба је различита. На овом спрату су апартмани за госте, државни апартмани са плесном двораном, сала за састанке кабинета и апартман принца Бертила.
- У поткровљу се налази око 25 соба, као и горњи део и лукови који чине плафон Државне куће, Краљевске капеле и јужног степеништа. Поткровље се углавном користи за одлагање.

- Приземље
- Први спрат
- Други спрат

### Западни ред

#### Апартмани за госте
Апартмани за госте налазе се на другом спрату у јужном делу западног реда и користе се за посете шефова држава приликом државних посета Шведској. Собе су добиле свој оригинални ентеријер 1760-их. Три собе које се приказују јавности налазе се у полуспрату соба са прозорима окренутим ка унутрашњем дворишту.

#### Апартмани витешког реда
Апартмани витешког реда налазе се у јужном делу на првом спрату западног реда и састоје се од четири сале, по једна за сваки ред: Краљевски ред Серафима, Ред мача, Ред поларне звезде и Васин ред. У апартманима су сталне изложбе о Краљевским Орденима. Врховни суд Шведске је користио сале станова од 1789. до 1949. 

### Источни ред

#### Апартман принца Бертила
Собе на другом спрату источног реда назване су Апартман принца Бертила по последњем запаженом станару, све док није умро 1997. После принчеве смрти коришћена је за посете шефова држава, интервјуе и семинаре. 

#### Апартман принцезе Сибиле
Стан принцезе Сибиле, назван по принцези Сибили од Сакс-Кобург и Гота, налази се на првом спрату у јужном делу источног реда и користи се као свакодневне пријемне собе за краља и краљицу и није отворен за јавност. Током историје палате, стан је увек био део палате у којој је живео краљ или неко од његове блиске родбине. Стан је познат по Плавој сали у којој су проглашене веридбе краља Карла XVI Густафа и Силвије Сомерлат 1976. године, као и престолонаследнице Викторије и Данијела Вестлинга 2009. године. 

#### Livrustkammaren
Главно подручје музеја Livrustkammaren налази се у подрумима испод источног реда и приступа му се са Slottsbacken-а. То је најстарији музеј у Шведској, који је основао краљ Густавус Адолфус 1628. године, а садржи предмете повезане са шведским краљевима од времена Шведског царства и надаље.

### Северни ред

#### Државни апартмани
Државни апартмани, познати и као Апартмани за свечаности, налазе се на другом спрату северног реда и користе се за пријеме и репрезентације Краљевског пара. Званичне вечере се одржавају у галерији Карла XI у приликама као што су државне посете, након избора за Риксдаг и за нобеловце. Од 1950. године користи се као главна банкет сала палате и може да прими око 200 гостију. У галерији се сваке године одржи пет до десет службених вечера. Неколико пута годишње одржава се састанак кабинета са шведском владом у соби за састанке кабинета. Стан је првобитно био замишљен као стан краљевског пара, али када су се краљ Адолф Фредерик и краљица Ловиса Улрика уселили у палату 1754. године, одлучили су да остану у делу који је данас познат као апартмани Бернадот. Станови се нису користили као стамбени простор од времена Оскара I.

#### Апартмани Бернадот
Апартмани Бернадот налазе се на првом спрату северног реда и названи су по тренутној шведској краљевској кући Бернадот. Име апартмана потиче од колекције портрета у галерији, највећој соби у апартманима, на којој су приказани чланови куће Бернадот. Последњи краљевски пар који је стан користио као простор за становање били су краљ Оскар II и краљица Софија. Од тада су неке собе враћене у свој првобитни изглед из 18. века, док се друге одржавају као у време краља Оскара II, попут његове собе за писање.

#### Апартмани за изложбе
У приземљу северног реда налазе се изложбени апартмани који се користе за посебне изложбе и јавна предавања.

#### Музеј Три круне
У подрумима северног и западног реда налази се Музеј Три круне. Музеј се налази у просторијама које су некада биле кухиње у замку Три круне и тако су најстарије просторије у Палати, али сам музеј је најновији од музеја у палати. Свечано је отворен 1999. године, а у њему се налази изложба о старом замку који је уништен током пожара 1697. године.

### Јужни ред

#### Краљевска капела
Краљевска капела саграђена је током 18. века и представља парохијску цркву за чланове краљевске парохије. Црква се налази у источној половини јужног реда палате. Широка је као зграда и висока два и по спрата. Црква је свечано отворена истовремено са остатком палате 1754. године.

#### Државна сала
Државна сала се налази у западној половини јужног реда палате и висока је на два спрата (први и други спрат). Уведена је за Риксдаг 1755. Дворану је пројектовао Хорлеман који је модификовао Тесинове планове. Сребрни престо краљице Кристине смештен је у дворани. 

#### Трезор
У подруму јужног реда налази се Ризница, где су изложени шведски краљевски симболи. Музеј је отворен 1970. године.

## Галерија
- Државна сала
- Бернадот галерија
- Сала са стубовима
- Салон
- Галерија Карла XI
- Сала за састанке кабинета

## Активности
Палата је радно место за око 200 стално запослених, од којих је више од половине жена. Палата такође ангажује више особља за вечере, током лета и као водиче.

### Музеји
Музеји смештени у палати су:Livrustkammaren, Музеј старина Густава III, Ризница и Музеј Три круне.

### Архива и библиотека
У канцеларском крилу у палати је архива, основана 1893. године, а од 1964. године је под управом Националног архива Шведске. У североисточном крилу палате налази истраживачка библиотека.

### Краљевска гарда
Краљевска гарда је део почасне страже краља, а делимично стража дворца. Стража је такође део војне управе за ванредне ситуације у Стокхолму. Краљевска гарда је присутна на државним свечаностима, посетама страних шефова држава или флота. Стражу је успоставио краљ Густав I 1523. године, да би се одржао ред у целом граду, делу који је сада Гамла Стан. Промена страже је церемонија и туристичка атракција која се одржава у Спољном дворишту палате, а годишње је види око 800.000 људи.